# Peabody Museum of Archaeology and Ethnology

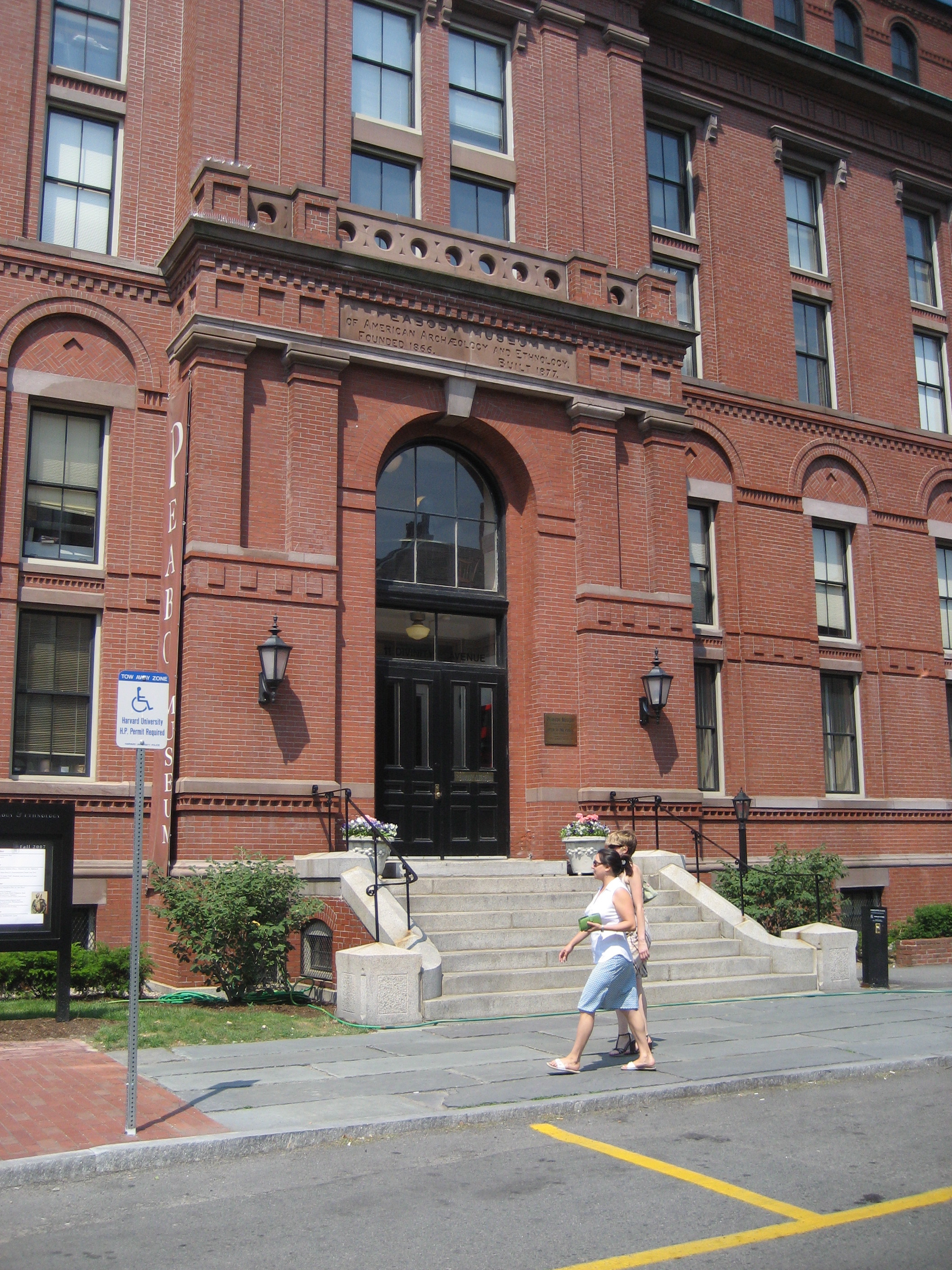
Der Eingang des Peabody Museum of Archaeology and Ethnology

Das Peabody Museum of Archaeology and Ethnology ist ein archäologisches und ethnologisches Museum und gehört zur Harvard University in Cambridge (Massachusetts). Es wurde 1866 gegründet und ist benannt nach George Peabody, der dem Museum 1866 die für damalige Verhältnisse außerordentliche Summe von 150.000 US-Dollar stiftete. Erster Kurator war der US-amerikanische Anatom und Mediziner Jeffries Wyman. Das Peabody Museum ist bekannt für seine anthropologische Sammlung, die rund 1,3 Millionen Objekte umfasst mit ihrem Fokus auf Nord- und Mittelamerika sowie Ozeanien. Im selben Gebäude untergebracht ist das Harvard Museum of Natural History. Von 1958 bis 1977 war die Maya-Forscherin Tatiana Avenirovna Proskouriakoff am Peabody Museum beschäftigt.
Es gibt noch ein weiteres von Peabody gestiftetes und nach ihm benanntes Museum, das Peabody Museum of Natural History an der Yale University.